# Arnaud Bartès
Pas d'image ? Cliquez ici

a Compétitions nationales et continentales officielles uniquement.

Arnaud Bartès, né le 13 août 1990, est un joueur français de rugby à XV et de rugby à XIII évoluant au poste de pilier.
Après une formation au rugby à XV à l'USA Perpignan, Montpellier et au Stade toulousain, il ne parvient pas à devenir professionnel. Après un arrêt sportif, il décide de reprendre avec Agde en Fédérale 1.
Il décide ensuite de changer de code de rugby et prend une licence à Montpellier puis rejoint Palau en première division. Par ses performances, il intègre ensuite Saint-Estève XIII Catalan avec lequel il remporte la Coupe de France en 2018. Il tente également sa chance en Angleterre en jouant quelques matchs avec Barrow en Championship avant de revenir à Saint-Estève XIII Catalan.

## Biographie
Il est le petit-fils de Jean Capdouze, ancien joueur de rugby à XV et de rugby à XIII, international français dans chacun des codes.
En 2019, il est finaliste de la Coupe de France avec Saint-Estève XIII catalan contre Carcassonne au cours d'une rencontre où il reçoit un carton jaune, puis dispute la demi-finale du Championnat de France remportée face à Lézignan mais reçoit de nouveau un carton jaune, ce qui le suspend de la finale du Championnat de France.

## Palmarès
- Collectif :
  - Vainqueur du Championnat de France : 2019 (Saint-Estève XIII Catalan).
  - Vainqueur de la Coupe de France : 2018 (Saint-Estève XIII Catalan).
  - Finaliste de la Coupe de France : 2019 (Saint-Estève XIII Catalan).

### En club
| Saison    | Club                      | Compétition           | Matchs | Points | Essais | Goals | Drops |
| --------- | ------------------------- | --------------------- | ------ | ------ | ------ | ----- | ----- |
| 2016-2017 | Palau                     | Championnat de France | 13     | -      | -      | -     | -     |
| 2017-2018 | Saint-Estève XIII Catalan | Championnat de France | 17     | 16     | 4      | 1     | -     |
| 2017-2018 | Barrow Raiders            | Championship          | 7      | 4      | 1      | -     | -     |
| 2018-2019 | Saint-Estève XIII Catalan | Championnat de France | 18     | 12     | 3      | 1     | -     |
| 2019-2020 | Lézignan                  | Championnat de France | 5      | 4      | 1      | -     | -     |